# Ismael Fuentes
Ismael Ignacio Fuentes Castro (Villa Alegre, Provincia de Linares, 4 de agosto de 1981) es un exfutbolista chileno que jugaba de defensa central.

## Trayectoria
Debutó como profesional en la Temporada 1999-2000 con Deportes Linares, a la edad de 18 años. Pasó a Rangers en el segundo semestre del 2001, destacando como de los más regulares del equipo. 
En 2004 llegaría a Colo-Colo.
De cara al Clausura 2005, Jaguares de Chiapas anunció su fichaje. Debutó en la Primera División de México el 15 de enero del 2005, en el empate entre Tigres y Jaguares (0-0), en el Estadio Universitario, en el partido correspondiente a la Jornada 1. Con los naranjas estuvo en dos etapas (2005-2008 y 2010-2012), jugando un total de 190 partidos (Liga MX, InterLiga y Copa Libertadores), convirtiéndose en el futbolista con más encuentros en la historia del club.
El 31 de diciembre del 2008, llega a Guadalajara para fichar con Atlas FC.
A principios del 2010, fue presentado como refuerzo de Universidad Católica, donde llega por 6 meses con opción de compra.
En junio del 2014 se anunció su contratación por el Santos de Guápiles, del fútbol costarricense.Posteriormente arribó a Coquimbo Unido.
Luego de salir de Coquimbo, estaría sin club durante un semestre, comenzando su retiro. Sin embargo, a finales de julio de 2017 vuelve para fichar por Rangers, aprovechando el regreso a su tierra natal y motivado por Luis Guajardo, antiguo compañero en los rojinegros y entrenador del club en ese entonces. En Rangers jugó hasta final de año, disputando la mayoría de los partidos. Finalmente culminó su contrato, retirándose definitivamente.

## Selección nacional
Su andar con la selección inicia en el año 2003, al ser convocado por Juvenal Olmos para integrar el plantel sub-23 que disputaría el preolímpico jugado en Chile. Posteriormente fue citado para participar en la Copa América 2004 en Perú, disputando dos partidos.
Tiempo más tarde, Fuentes fue llamado por Nelson Acosta; junto a este estratega, viajó a la gira europea que Chile realizó en el 2006. También fue citado para disputar la Copa América 2007 en Venezuela, donde fue titular en todos los partidos.

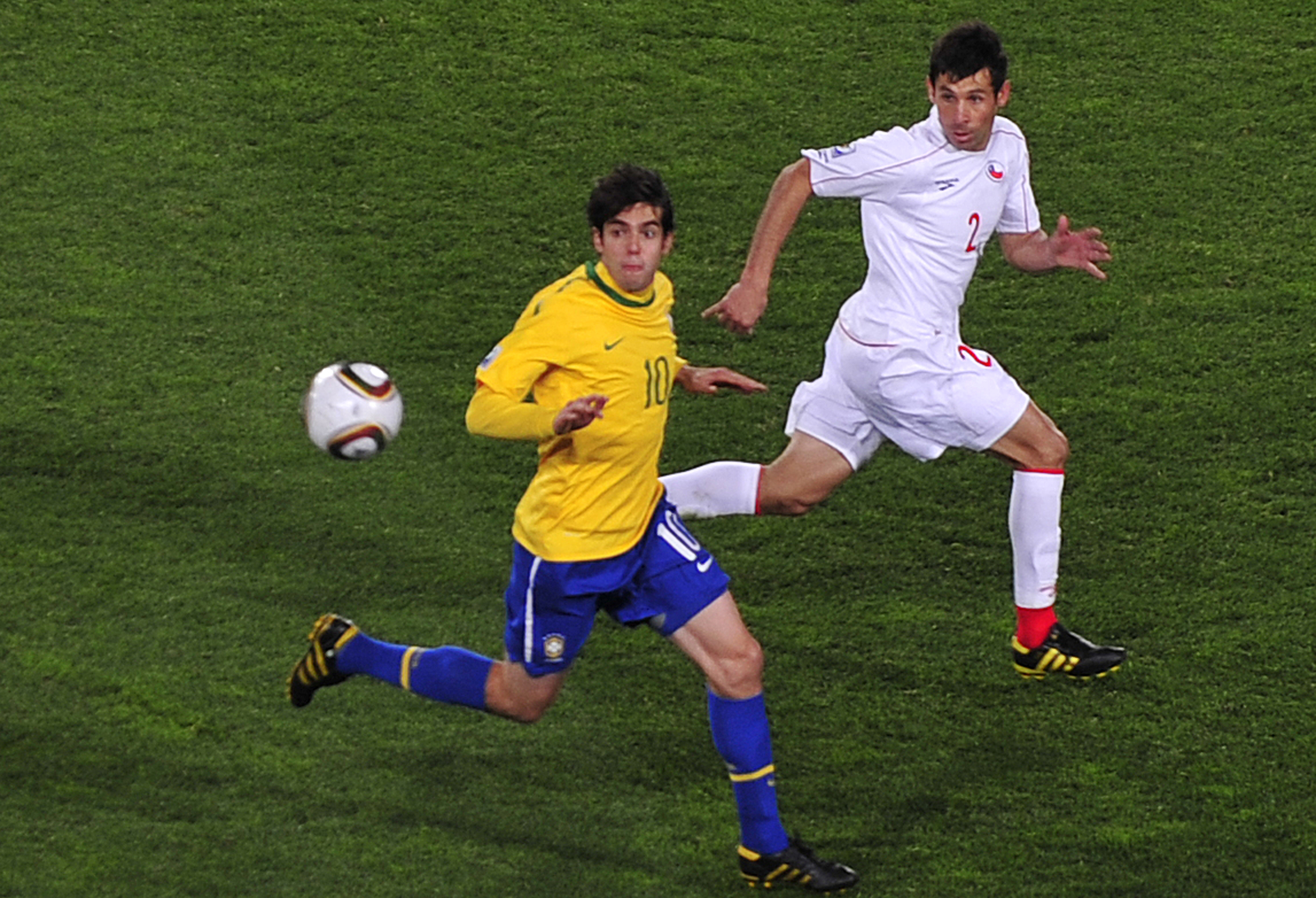
Fuentes junto a Kaká en el duelo entre brasileños y chilenos por el Mundial de Sudáfrica 2010, cabe mencionar que este fue el último partido de Ismael por.

Fue convocado por Marcelo Bielsa, para los amistoso que Chile jugó ante Suiza y Austria en Europa. En las clasificatorias rumbo a Sudáfrica 2010, estuvo en todas las nominaciones, registrando partidos ante Uruguay (en Montevideo), Paraguay (en Santiago), Bolivia (en La Paz), Venezuela (en Puerto La Cruz), Colombia (en Santiago) –anotando un gol–, Ecuador (en Quito) –siendo expulsado– y Colombia (en Medellín).

#### Participaciones en Clasificatorias a Copas del Mundo
| Eliminatorias                    | País      | Resultado   | Posición | Partidos | Goles |
| -------------------------------- | --------- | ----------- | -------- | -------- | ----- |
| Clasificatorias a Sudáfrica 2010 | Sudáfrica | Clasificado | 2º       | 8        | 1     |

#### Participaciones en Copas América
| Torneo            | Desde     | Resultado        | Partidos | Goles |
| ----------------- | --------- | ---------------- | -------- | ----- |
| Copa América 2004 | Perú      | Primera fase     | 2        | 0     |
| Copa América 2007 | Venezuela | Cuartos de final | 3        | 0     |

#### Participaciones en Copas del Mundo
| Torneo                         | Sede      | Resultado        | Partidos | Goles |
| ------------------------------ | --------- | ---------------- | -------- | ----- |
| Copa Mundial de Fútbol de 2010 | Sudáfrica | Octavos de final | 1        | 0     |

### Partidos internacionales
Actualizado hasta el 28 de junio de 2010.
| \| N.º \| Fecha \| Estadio \| Local \| Resultado \| Visitante \| Goles \| Competición \| \| ----- \| ------------------------ \| ------------------------------------------------------------- \| ---------- \| --------- \| ----------------- \| ------- \| -------------------------------- \| \| 1 \| 11 de julio de 2004 \| Estadio de la UNSA, Arequipa, Perú \| Paraguay \| 1-1 \| Chile \| \| Copa América 2004 \| \| 2 \| 14 de julio de 2004 \| Estadio Jorge Basadre, Tacna, Perú \| Chile \| 1-2 \| Costa Rica \| \| Copa América 2004 \| \| 3 \| 30 de mayo de 2006 \| Stade Municipal, Vittel, Francia \| Chile \| 1-1 \| Costa de Marfil \| \| Amistoso \| \| 4 \| 7 de febrero de 2007 \| Estadio José Encarnación Romero, Maracaibo, Venezuela \| Venezuela \| 0-1 \| Chile \| \| Amistoso \| \| 5 \| 24 de marzo de 2007 \| Estadio Ullevi, Gotemburgo, Suecia \| Brasil \| 4-0 \| Chile \| \| Amistoso \| \| 6 \| 28 de marzo de 2007 \| Estadio Fiscal, Talca, Chile \| Chile \| 1-1 \| Costa Rica \| \| Amistoso \| \| 7 \| 2 de junio de 2007 \| Estadio Ricardo Saprissa Aymá, San José, Costa Rica \| Costa Rica \| 2-0 \| Chile \| \| Amistoso \| \| 8 \| 5 de junio de 2007 \| Estadio Nacional, Kingston, Jamaica \| Jamaica \| 0-1 \| Chile \| \| Amistoso \| \| 9 \| 1 de julio de 2007 \| Estadio Monumental, Maturín, Venezuela \| Brasil \| 3-0 \| Chile \| \| Copa América 2007 \| \| 10 \| 4 de julio de 2007 \| Estadio José Antonio Anzoátegui, Puerto La Cruz, Venezuela \| México \| 0-0 \| Chile \| \| Copa América 2007 \| \| 11 \| 7 de julio de 2007 \| Estadio José Antonio Anzoátegui, Puerto La Cruz, Venezuela \| Chile \| 1-6 \| Brasil \| \| Copa América 2007 \| \| 12 \| 7 de septiembre de 2007 \| Estadio Ernst Happel, Viena, Austria \| Suiza \| 2-1 \| Chile \| \| Amistoso \| \| 13 \| 17 de octubre de 2007 \| Estadio Nacional Julio Martínez Prádanos, Santiago, Chile \| Chile \| 2-0 \| Perú \| \| Clasificatorias a Sudáfrica 2010 \| \| 14 \| 18 de noviembre de 2007 \| Estadio Centenario, Montevideo, Uruguay \| Uruguay \| 2-2 \| Chile \| \| Clasificatorias a Sudáfrica 2010 \| \| 15 \| 26 de marzo de 2008 \| Ramat Gan Stadium, Ramat Gan Israel \| Israel \| 1-0 \| Chile \| \| Amistoso \| \| 16 \| 4 de junio de 2008 \| Estadio El Teniente, Rancagua, Chile \| Chile \| 2-0 \| Guatemala \| \| Amistoso \| \| 17 \| 7 de junio de 2008 \| Estadio Elías Figueroa Brander, Valparaíso, Chile \| Chile \| 0-0 \| Panamá \| \| Amistoso \| \| 18 \| 15 de junio de 2008 \| Estadio Hernando Siles, La Paz, Bolivia \| Bolivia \| 0-2 \| Chile \| \| Clasificatorias a Sudáfrica 2010 \| \| 19 \| 19 de junio de 2008 \| Estadio José Antonio Anzoátegui, Puerto La Cruz, Venezuela \| Venezuela \| 2-3 \| Chile \| \| Clasificatorias a Sudáfrica 2010 \| \| 20 \| 10 de septiembre de 2008 \| Estadio Nacional Julio Martínez Prádanos, Santiago, Chile \| Chile \| 4-0 \| Colombia \| Anotado \| Clasificatorias a Sudáfrica 2010 \| \| 21 \| 12 de octubre de 2008 \| Estadio Olímpico Atahualpa, Quito, Ecuador \| Ecuador \| 1-0 \| Chile \| \| Clasificatorias a Sudáfrica 2010 \| \| 22 \| 19 de noviembre de 2008 \| Estadio El Madrigal, Villarreal, España \| España \| 3-0 \| Chile \| \| Amistoso \| \| 23 \| 27 de mayo de 2009 \| Estadio Nagai, Osaka, Japón \| Japón \| 4-0 \| Chile \| \| Copa Kirin \| \| 24 \| 29 de mayo de 2009 \| Fukuda Denshi Arena, Chiba, Japón \| Chile \| 1-1 \| Bélgica \| \| Copa Kirin \| \| 25 \| 10 de octubre de 2009 \| Estadio Atanasio Girardot, Medellín, Colombia \| Colombia \| 2-4 \| Chile \| \| Clasificatorias a Sudáfrica 2010 \| \| 26 \| 14 de octubre de 2009 \| Estadio Monumental, Santiago, Chile \| Chile \| 1-0 \| Ecuador \| \| Clasificatorias a Sudáfrica 2010 \| \| 27 \| 12 de mayo de 2010 \| Estadio Azteca, Ciudad de México, México \| México \| 1-0 \| Chile \| \| Amistoso \| \| 28 \| 26 de mayo de 2010 \| Estadio Municipal, Calama, Chile \| Chile \| 3-0 \| Zambia \| \| Amistoso \| \| 29 \| 31 de mayo de 2010 \| Estadio Bicentenario Municipal Nelson Oyarzún, Chillán, Chile \| Chile \| 1-0 \| Irlanda del Norte \| \| Amistoso \| \| 30 \| 28 de junio de 2010 \| Estadio Ellis Park, Johannesburgo, Sudáfrica \| Brasil \| 3-0 \| Chile \| \| Copa Mundial de Fútbol 2010 \| \| Total \| Total \| Total \| Presencias \| 30 \| Goles \| 1 \| \| |                          |                                                               |            |           |                   |         |                                  |
| N.º | Fecha                    | Estadio                                                       | Local      | Resultado | Visitante         | Goles   | Competición                      |
| 1 | 11 de julio de 2004      | Estadio de la UNSA, Arequipa, Perú                            | Paraguay   | 1-1       | Chile             |         | Copa América 2004                |
| 2 | 14 de julio de 2004      | Estadio Jorge Basadre, Tacna, Perú                            | Chile      | 1-2       | Costa Rica        |         | Copa América 2004                |
| 3 | 30 de mayo de 2006       | Stade Municipal, Vittel, Francia                              | Chile      | 1-1       | Costa de Marfil   |         | Amistoso                         |
| 4 | 7 de febrero de 2007     | Estadio José Encarnación Romero, Maracaibo, Venezuela         | Venezuela  | 0-1       | Chile             |         | Amistoso                         |
| 5 | 24 de marzo de 2007      | Estadio Ullevi, Gotemburgo, Suecia                            | Brasil     | 4-0       | Chile             |         | Amistoso                         |
| 6 | 28 de marzo de 2007      | Estadio Fiscal, Talca, Chile                                  | Chile      | 1-1       | Costa Rica        |         | Amistoso                         |
| 7 | 2 de junio de 2007       | Estadio Ricardo Saprissa Aymá, San José, Costa Rica           | Costa Rica | 2-0       | Chile             |         | Amistoso                         |
| 8 | 5 de junio de 2007       | Estadio Nacional, Kingston, Jamaica                           | Jamaica    | 0-1       | Chile             |         | Amistoso                         |
| 9 | 1 de julio de 2007       | Estadio Monumental, Maturín, Venezuela                        | Brasil     | 3-0       | Chile             |         | Copa América 2007                |
| 10 | 4 de julio de 2007       | Estadio José Antonio Anzoátegui, Puerto La Cruz, Venezuela    | México     | 0-0       | Chile             |         | Copa América 2007                |
| 11 | 7 de julio de 2007       | Estadio José Antonio Anzoátegui, Puerto La Cruz, Venezuela    | Chile      | 1-6       | Brasil            |         | Copa América 2007                |
| 12 | 7 de septiembre de 2007  | Estadio Ernst Happel, Viena, Austria                          | Suiza      | 2-1       | Chile             |         | Amistoso                         |
| 13 | 17 de octubre de 2007    | Estadio Nacional Julio Martínez Prádanos, Santiago, Chile     | Chile      | 2-0       | Perú              |         | Clasificatorias a Sudáfrica 2010 |
| 14 | 18 de noviembre de 2007  | Estadio Centenario, Montevideo, Uruguay                       | Uruguay    | 2-2       | Chile             |         | Clasificatorias a Sudáfrica 2010 |
| 15 | 26 de marzo de 2008      | Ramat Gan Stadium, Ramat Gan Israel                           | Israel     | 1-0       | Chile             |         | Amistoso                         |
| 16 | 4 de junio de 2008       | Estadio El Teniente, Rancagua, Chile                          | Chile      | 2-0       | Guatemala         |         | Amistoso                         |
| 17 | 7 de junio de 2008       | Estadio Elías Figueroa Brander, Valparaíso, Chile             | Chile      | 0-0       | Panamá            |         | Amistoso                         |
| 18 | 15 de junio de 2008      | Estadio Hernando Siles, La Paz, Bolivia                       | Bolivia    | 0-2       | Chile             |         | Clasificatorias a Sudáfrica 2010 |
| 19 | 19 de junio de 2008      | Estadio José Antonio Anzoátegui, Puerto La Cruz, Venezuela    | Venezuela  | 2-3       | Chile             |         | Clasificatorias a Sudáfrica 2010 |
| 20 | 10 de septiembre de 2008 | Estadio Nacional Julio Martínez Prádanos, Santiago, Chile     | Chile      | 4-0       | Colombia          | Anotado | Clasificatorias a Sudáfrica 2010 |
| 21 | 12 de octubre de 2008    | Estadio Olímpico Atahualpa, Quito, Ecuador                    | Ecuador    | 1-0       | Chile             |         | Clasificatorias a Sudáfrica 2010 |
| 22 | 19 de noviembre de 2008  | Estadio El Madrigal, Villarreal, España                       | España     | 3-0       | Chile             |         | Amistoso                         |
| 23 | 27 de mayo de 2009       | Estadio Nagai, Osaka, Japón                                   | Japón      | 4-0       | Chile             |         | Copa Kirin                       |
| 24 | 29 de mayo de 2009       | Fukuda Denshi Arena, Chiba, Japón                             | Chile      | 1-1       | Bélgica           |         | Copa Kirin                       |
| 25 | 10 de octubre de 2009    | Estadio Atanasio Girardot, Medellín, Colombia                 | Colombia   | 2-4       | Chile             |         | Clasificatorias a Sudáfrica 2010 |
| 26 | 14 de octubre de 2009    | Estadio Monumental, Santiago, Chile                           | Chile      | 1-0       | Ecuador           |         | Clasificatorias a Sudáfrica 2010 |
| 27 | 12 de mayo de 2010       | Estadio Azteca, Ciudad de México, México                      | México     | 1-0       | Chile             |         | Amistoso                         |
| 28 | 26 de mayo de 2010       | Estadio Municipal, Calama, Chile                              | Chile      | 3-0       | Zambia            |         | Amistoso                         |
| 29 | 31 de mayo de 2010       | Estadio Bicentenario Municipal Nelson Oyarzún, Chillán, Chile | Chile      | 1-0       | Irlanda del Norte |         | Amistoso                         |
| 30 | 28 de junio de 2010      | Estadio Ellis Park, Johannesburgo, Sudáfrica                  | Brasil     | 3-0       | Chile             |         | Copa Mundial de Fútbol 2010      |
| Total | Total                    | Total                                                         | Presencias | 30        | Goles             | 1       |                                  |

| Selección chilena | Selección chilena | Selección chilena |
| Año               | Partidos          | Goles             |
| ----------------- | ----------------- | ----------------- |
| 2004              | 2                 | 0                 |
| 2006              | 1                 | 0                 |
| 2007              | 11                | 0                 |
| 2008              | 8                 | 1                 |
| 2009              | 4                 | 0                 |
| 2010              | 4                 | 0                 |
| Total             | 30                | 1                 |

## Clubes
| Club                            | País       | Año       | Partidos | Goles | Media |
| ------------------------------- | ---------- | --------- | -------- | ----- | ----- |
| Deportes Linares                | Chile      | 1999-2001 | 5        | 0     | 0     |
| Rangers                         | Chile      | 2001-2004 | 63       | 2     | 0.03  |
| Colo-Colo                       | Chile      | 2004      | 18       | 0     | 0     |
| Jaguares de Chiapas             | México     | 2005-2012 | 190      | 5     | 0.03  |
| → Atlas (cedido)                | México     | 2009      | 28       | 2     | 0.07  |
| → Universidad Católica (cedido) | Chile      | 2010      | 12       | 0     | 0     |
| Correcaminos de la UAT          | México     | 2013      | 4        | 0     | 0     |
| Deportes Antofagasta            | Chile      | 2013-2014 | 15       | 0     | 0     |
| Santos de Guápiles              | Costa Rica | 2014      | 19       | 3     | 0.16  |
| Coquimbo Unido                  | Chile      | 2015-2016 | 25       | 1     | 0.04  |
| Rangers                         | Chile      | 2017      | 13       | 0     | 0     |
| Total                           | Total      | Total     | 377      | 13    | 0.03  |

## Palmarés

### Campeonatos nacionales
| Título           | Club                 | País  | Año   |
| ---------------- | -------------------- | ----- | ----- |
| Primera División | Universidad Católica | Chile | 2010* |

* Jugó 10 fechas en Universidad Católica, campeón del torneo.

### Distinciones individuales
| Distinción                   | Año  |
| ---------------------------- | ---- |
| Hijo Ilustre de Villa Alegre | 2004 |
| Medalla Bicentenario         | 2010 |